# Óváry Lipót
Lovag Óváry Lipót, születési és 1848-ig használt nevén Altstädter (Altsäter, Altstaedter) Sámuel (Veszprém, 1833. december 31. – Budapest, 1919. április 4.) történész, levéltáros, újságíró, a Magyar Tudományos Akadémia levelező tagja. A magyar–olasz történelmi, diplomáciai kapcsolatok múltjának kutatása terén végzett jelentős munkát, számos forráskiadvány összeállítása fűződik a nevéhez. 1904-től 1908-ig a Magyar Országos Levéltár élén állt országos főlevéltárnoki címmel. Olaszországi publikációin neve Leopoldo Ovary alakban jelent meg.

## Életútja
Veszprémi zsidó családba született, apja, Altsädter Hermann cipész és szabó volt. A gimnázium első öt osztályát a veszprémi piaristáknál végezte 1841 és 1847 között. Az utolsó (2. humanista) osztályt a pápai református kollégiumban fejezte be, majd tizennégy évesen tanulmányait félbeszakította, hogy csatlakozzon az 1848–1849-es szabadságharchoz. Fiatal kora miatt csak a budai ostrom, 1849 májusa után fogadták be a honvéd tüzérség soraiba, Nagysándor József dandárjába. 1849. augusztus 2-án megsérült a debreceni csatában, később orosz, végül osztrák hadifogságba került, ahonnan 1849 novemberében engedték szabadon. 1850-től egy évig a József Ipartanodában tanult, majd 1851-től 1856-ig a Bécsi Egyetemen folytatott történelmi és közgazdasági tanulmányokat. 1856 és 1858 között a Friebeisz István szerkesztette, Délibáb című pesti szépirodalmi folyóirat belső munkatársa, 1859-ben pedig az Aradi Híradó és az Alföldi Képes Naptár szerkesztője volt. Az 1859. évi aradi Kazinczy Ferenc-emlékünnepség körüli szervezőmunkája miatt a hatóságok zaklatni kezdték, ezért 1859 decemberében megvált a laptól, és Itáliába emigrált.
1860-ban Giuseppe Garibaldi főhadnagyaként harcolt az itáliai szabadságmozgalomban, majd 1860–1861-ben a Magyar Légió századosaként vett részt a szárd–francia–osztrák háborúban. 1861-ben feleségül vette Enrico Pessina jogtudós és politikus nővérét, és Nápolyban telepedett le. Ott a Magyar Tudományos Akadémia megbízásából levéltári kutatásokat végzett, illetve 1867–1868-ban sógorával együtt szerkesztette az Il Progresso Nazionale című politikai lapot. 1875–1876-ban magyar kormányzati felkérésre az olaszországi levéltárak intézményi kereteit, szervezeti felépítését tanulmányozta.
Hazatérését követően 1876-ban a Magyar Országos Levéltár tisztviselőjévé, egyúttal országos allevéltárnokká nevezték ki. 1904-től 1908-as nyugdíjazásáig az intézet vezetője volt országos főlevéltárnoki címmel. Levéltári munkája mellett 1878 után a miniszterelnökség sajtóosztályának kültagjaként tartotta a kapcsolatot az olasz és francia napisajtóval, a magyarországi belpolitikai helyzetről küldött tudósításokat.

## Munkássága
Főként a magyar történelem olaszországi – nápolyi, modenai, mantovai stb. – levéltári forrásainak gyűjtésével, a magyar–itáliai diplomáciai kapcsolatok múltjával foglalkozott. Ő találta meg a nápolyi Farnese Levéltárban a Margit-legenda leghosszabb, legteljesebb, 1340 körül keletkezett változatát, és bemutatta az ugyanott található Anjou-regesztákat. Forráselemzéseket adott közre többek között a Századok, A Hon és a Történelmi Tár lapjain az Anjouk történelméről, Nagy Lajos nápolyi hadjáratáról, Durazzói Károlyról és Lászlóról, Luxemburgi Zsigmond, Hunyadi Mátyás, II. Ulászló és Bethlen Gábor itáliai kapcsolatairól.
Fontos szerep jutott neki a Magyar Országos Levéltár olaszországi tapasztalatai alapján való újjászervezésében. A levéltárban irányítása mellett jött létre a mohácsi csatavesztés (1526) előtti korszakra vonatkozó, mutatólapokkal ellátott diplomatikai levéltár, valamint rendezték a pénzügyminisztérium által átadott kincstári levéltár és a Szebenben székelt erdélyi kincstári hivatal anyagát. A magyarországi levéltártan képviseletében rendszeresen részt vett nemzetközi történészkongresszusokon (Hága, 1899; Cividale del Friuli, 1899; Róma, 1903).
A főként a Délibáb, Aradi Híradó, Hazánk s a Külföld lapokhoz kötődő hazai újságírói tevékenysége mellett rendszeresen küldött tudósításokat olasz és francia lapokba (pl. Italia, La Perseveranza, La Nazione, Corriere della Sera, Roma, Il Mattino, L’Opinione Liberale, La Gazzetta di Torino, illetve L’Époque, L’Italie). Az 1850-es években elbeszéléseket is írt, amelyek a Délibábban, továbbá 1859-ben Aradon külön kötetben is megjelentek (Emlény: Eredeti és külföldi beszélyek).

### Társasági tagságai és elismerései
1892-ben a Magyar Tudományos Akadémia levelező tagjává választották. 1877-től a Magyar Történelmi Társulat választmányi tagja volt, s igazgatóválasztmányi tagként részt vett a Magyar Heraldikai és Genealógiai Társaság munkájában is. Levelező tagja volt a nápolyi Pontano Akadémiának (Accademia Pontaniana) és a Nápolyi Hontörténelmi Társaságnak (Società Napoletana di Storia Patria).
A magyar–olasz tudományos kapcsolatok terén kifejtett munkásságáért II. Viktor Emánuel az Olaszországi Koronarend lovagja címet adományozta neki.

### Főbb művei
- La Costituzione Ungherese. Napoli. 1864.
- Nápolyi történelmi kutatások. Budapest. 1874.
- Nápolyi Anjou-kori kutatások. Budapest. 1879.
- III. Pál pápa s Alessandro Farnese (1520–1589)|Farnese Sándor bíbornok Magyarországra vonatkozó diplomáciai levelezései 1535–1549. Budapest. 1879.
- Báró Nyáry Albert emlékezete. Budapest. 1886.
- Oklevéltár Bethlen Gábor diplomacziai összeköttetései történetéhez. Budapest. 1886.
- Bethlen Gábor diplomacziai összeköttetéseiről. Budapest. 1888.
- Zsigmond király és az olasz diplomácia. Budapest. 1889.
- A Magyar Tudományos Akadémia történeti bizottságának oklevélmásolatai I–III. Budapest. 1890–1901.
- A magyar Anjouk eredete. Budapest. 1893.
- La questione Daco-Romana e lo stato ungherese. Roma. 1894.
- Emlékbeszéd Cantú Caesar külső tagról. Budapest. 1897.
- Emlékbeszéd Capasso Bertalan felett. Budapest. 1901.
- A Magyar Tudományos Akadémia történelmi bizottságának oklevélmásolatai 3. füz., A XVII. századból származó oklevelek kivonatai. Budapest. 1901.
- Az 1866-iki hadjárat és a magyar emigráció. Budapest. 1903.
- Relazione storiche fra l’Italia e l’Ungheria: L’archivio diplomatico del regno d’Ungheria. Roma. 1906.
- La Caccia all’Ungheria croatismo, panslavismo e relazione di lucidazioni dedicate alla stampa liberale d’Italia. Budapest. 1908.

## További irodalom
- Csánki Dezső: Óváry Lipót. In: Századok 1919. 3–10. sz.
- Magyar zsidó lexikon. Szerk. Ujvári Péter. Budapest: Magyar Zsidó Lexikon. 1929. 676. o.  Online elérés
- Praznovszky Mihály: Két haza szolgálatában: Óváry Lipót pályaképe. In: Veszprémi Szemle 1993